# Ţarzam
Ţarzam (persiska: طرزم) är en ort i Iran.   Den ligger i provinsen Östazarbaijan, i den nordvästra delen av landet, 600 km nordväst om huvudstaden Teheran. Ţarzam ligger 1 650 meter över havet och antalet invånare är 816.
Terrängen runt Ţarzam är kuperad åt sydost, men åt nordväst är den bergig. Ţarzam ligger nere i en dal. Runt Ţarzam är det ganska tätbefolkat, med 70 invånare per kvadratkilometer. Närmaste större samhälle är Anderyān, 13,5 km öster om Ţarzam. Trakten runt Ţarzam består i huvudsak av gräsmarker.